# جوناثان فيليبس
جوناثان فيليبس (بالإنجليزية: Jonny Phillips)‏ (و. 1963 – م) هو ممثل، من المملكة المتحدة، ولد في لندن.

## وصلات خارجية
- جوناثان فيليبس على موقع IMDb (الإنجليزية)
- جوناثان فيليبس على موقع ألو سيني (الفرنسية)
- جوناثان فيليبس على موقع أول موفي (الإنجليزية)
- جوناثان فيليبس على موقع قاعدة بيانات الأفلام السويدية (السويدية)
- جوناثان فيليبس على موقع قاعدة بيانات الفيلم (الإنجليزية)
- جوناثان فيليبس على موقع كينوبويسك (الروسية)